# Гвардия Людова
Гва́рдия Людо́ва (пол. Gwardia Ludowa, GL — «народная гвардия») — военная организация Польской рабочей партии, которая была создана в январе 1942 года и в 1942—1943 годах в Генерал-губернаторстве (нацистская Германия), то есть на оккупированных Германией польских территориях.

## Предыстория
Антифашистская борьба левых и коммунистических сил в начальный период немецкой оккупации Польши была в значительной степени осложнена отсутствием единой организационной структуры (Коммунистическая партия Польши была распущена летом 1938 года по решению Коминтерна — хотя впоследствии это решение было признано необоснованным), а также в связи с гибелью в сентябре 1939 года ряда активистов, принимавших участие в боях с немецкими войсками (в частности, коммунисты варшавской организации участвовали в обороне столицы в составе рабочей бригады обороны Варшавы и рабочих батальонов).
Образование подпольных организаций и групп социалистической ориентации началось в 1940—1941 годах (в частности, в начале 1940 года в столице возникли «Общество друзей СССР», организация коммунистов Варшавы «Молот и серп», группа «Бюллетеневцы» и «Рабочая гвардия», в Лодзи в декабре 1940 года был образован «Комитет саботажа»). Несколько позднее, в 1941 году возникли иные подпольные организации: «Пролетарий», «Рабоче-крестьянская боевая организация» («РХОБ»), «Спартакус» и др.
Их консолидация началась в конце сентября — начале октября 1941 года, в конце 1941 года была сформирована организация «Союз освободительной борьбы» (Związek Walki Wyzwoleńczej, ZWW), в руководство которой вошли Ежи Альбрехт, Юзеф Больцежак, Мариан Спыхальский и Францишек Леньчицкий.
При ZWW была создана военная организация, насчитывавшая несколько небольших боевых групп.
В октябре 1941 года ZWW опубликовал декларацию с призывом к началу борьбы с оккупантами и созданию единого антифашистского фронта.
В январе 1942 года, после создания Польской рабочей партии, был опубликован манифест «К рабочим, крестьянам, интеллигенции! Ко всем польским патриотам!» с призывом к активизации борьбы против фашистов.

## Организационная структура
Общее руководство партизанскими отрядами и группами осуществляло Главное командование (Dowództwo Główne). Первым военным руководителем, с января по сентябрь 1942 года являлся Мариан Спыхальский, с сентября 1942 по декабрь 1943 года эту должность занимал Францишек Юзвяк («Витольд»).
Руководство основными направлениями деятельности было возложено на отделы главного командования:
- I-й отдел (оперативный отдел)
  - в подчинении отдела находилось «паспортное бюро», которое занималось сбором, изучением и систематизацией образцов документов оккупационной администрации и немецких военных властей, а также изготовлением поддельных документов.
- II-й отдел (отдел информации)
- III-й отдел (отдел вооружения и боеприпасов)
  - уже летом 1942 года при нём была создана первая подпольная мастерская по ремонту и производству оружия (здесь изготавливали взрывчатку, бутылки с зажигательной смесью, мины и ручные гранаты-«филипинки»)[3].
- IV-й отдел (организационный отдел)
- V-й отдел (отдел пропаганды)
  - с 1 мая 1942 года им выпускалась газета «Гвардзиста» («Gwardzista»);
  - позднее начала вещание подпольная радиостанция им. Т. Костюшко.
- VI-й отдел (медицинско-санитарный отдел)

В декабре 1942 года была создана молодёжная организация — «Союз борьбы молодых» (Związek Walki Młodych, ZWM). Руководителем ZWM первоначально была Ганна Савицкая, а после её гибели 18 марта 1943 года — Ян Красицкий.

### Структура вооружённых формирований
В зависимости от уровня подготовки, обеспеченности оружием и снаряжением и выполняемых задач, вооружённые формирования Гвардии Людовой подразделялись на несколько категорий:
- партизанские отряды
- «группы нападения» (grupy wypadowe) — были созданы в основном в сельской местности; в сравнении с партизанскими отрядами, были меньше по численности; члены групп проживали в деревнях под видом крестьян, занимались хозяйством, но время от времени совершали нападения или диверсии[4].
- «специальные группы» (grupy specjalne) — состояли из наиболее подготовленных бойцов, находились в подчинении командования округов либо в прямом подчинении Главного командования; в сравнении с партизанскими отрядами, были меньше по численности; действовали в основном в городах, занимались вооружённым обеспечением конспиративной работы, диверсионной деятельностью, уничтожали полицейских, представителей оккупационной администрации, агентов гестапо и предателей[5];
- «гарнизонные резервы» — организованные в отряды и группы активисты и сторонники Гвардии Людовой, проходившие военную подготовку, но практически не имевшие вооружения.
- «форпосты» — сторонники и сочувствующие, находившиеся на легальном положении и не принимавшие активного участия в боевой деятельности; вели разведывательную деятельность, сбор информации, распространяли листовки, обеспечивали снабжение боевых отрядов, размещение и лечение больных и раненых, являлись хозяевами конспиративных квартир, связниками и выполняли иные поручения[6]

В состав боевых отрядов Гвардии Людовой принимали не только поляков, но также представителей других национальностей (в частности, евреев) и советских военнопленных.

### Административно-территориальное деление
В организационном отношении, территория оккупированной Польши была разделена на шесть округов:
- 1-й округ (Варшава и Варшавское воеводство);
  - состоял из трех районов: «Варшава-город», «Правобережный пригородный» и «Левобережный пригородный»
- 2-й округ (Люблинское воеводство, часть Львовского воеводства по правому берегу реки Сан, Венгровский, Соколовский и Седлецкий повяты Варшавского воеводства);
  - состоял из трех районов: «Люблин», «Янув-Любельский» и «Седльце»
- 3-й округ (Келецкое воеводство);
  - состоял из трех районов
- 4-й округ (Краковское воеводство, часть Львовского воеводства);
  - состоял из шести районов
- 5-й округ (Домбровский бассейн, Катовице, Бельско-Бяла);
  - состоял из четырёх районов
- 6-й округ (Лодзь, Плоцкий округ, Познань, Поморье).
  - состоял из четырёх районов: «Лодзь-город», «Лодзь пригородный», «Познань» и «Плоцк»

Первичными звеньями подпольной организации являлись ячейки («placówka») — как правило, «тройки» из трёх человек. На местах административные функции выполняли гминные, повятовые (районные) и воеводские (областные) рады народовые.

### Печатные издания и иные формы агитации
Руководство Гвардии Людовой придавало большое значение информационному сопровождению своей деятельности и работе с населением — было организовано издание трёх центральных и пяти окружных газет:
- газета «Gwardzista» — центральное издание Гвардии Людовой, выпускалась в Варшаве с 1 мая 1942 года.
- газета «Трибуна вольности» — центральное партийное издание Польской рабочей партии, выпускалась с 1 февраля 1942 года, с 1 апреля 1942 года печаталась типографским способом; редактором являлся сначала Зигмунт Ярош, а затем — Анджей Вебер;
- газета «Трибуна хлопска» — центральное издание для крестьян, выпускалась с марта 1942 года, распространялась на всей территории Польши, редактором являлся Владислав Ковальский;
  - газета «Глос Лодзи» — окружное издание;
  - газета «Глос Варшавы» — окружное издание, выпускалась с 20 ноября 1942 года;
  - газета «Трибуна Любельска» — окружное издание;
  - газета «Трибуна люду» — окружное издание (выпускалась с июля 1942 по апрель 1943, тираж 3 тыс. экз.)[8]
  - газета «Трибуна Заглембья» — окружное издание, выпускалась с 25 мая 1942 года, распространялась в Домбровском бассейне.

Печатным изданием «Союза борьбы молодых» была газета «Walka Młodych».
Кроме того, выпускались местные издания, листовки, воззвания (в общей сложности, в период оккупации было выпущено свыше 165 наименований брошюр, газет, листовок и иных печатных изданий), широко использовались иные формы наглядной агитации: нарисованные от руки или выполненные с помощью трафарета плакаты и карикатуры; настенные рисунки и лозунги; изменялись лозунги оккупационной администрации, имена нацистских функционеров (например, вместо «Hitler» писали «Hycler» — «живодёр»).
Важные функции укрепления патриотических идей, воодушевления и консолидации нации выполняли поэзия и музыкальное искусство, особое значение получили уличные песни. Новые тексты сочиняли на популярные мелодии, старинные народные песни, религиозные песнопения, колядки и др. (например, широко известная песня народного куявяка «Отчего же ты, дивчина, стоишь под клёном?» исполнялась со словами «Отчего же ты, Гитлер, стоишь под Москвою?»).
Применялись также различные формы устной агитации: индивидуальные и групповые беседы, а в некоторых случаях — проведение собраний и митингов (в основном, в сельской местности).

## Деятельность
В 1939—1940 годы активисты подполья установили контакты с несколькими партизанскими отрядами и небольшими группами из военнослужащих разбитой польской армии, принявшими решение продолжать вооружённую борьбу против немецких оккупантов, и в дальнейшем обеспечивали их деятельность.
В дальнейшем, одни из этих отрядов были уничтожены немцами, другие распались, а третьи вошли в состав подпольной сети.
В феврале 1942 года варшавская организация Гвардии Людовой установила контакты с еврейским антифашистским подпольем в варшавском гетто, для связи с ним в гетто был направлен Петр Кортин («Анджей Шмидт»), оказана помощь в создании секции ППР, типографии и еврейской боевой группы. В Кракове было налажено взаимодействие с антифашистским подпольем в краковском гетто, а еврейская боевая группа «Искра» была принята в состав Гвардии Людовой. В Бродах была установлена связь между Гвардией Людовой и еврейским гетто, в гетто было начато распространение газет «Трибуна вольности» и «Гвардзиста», а позднее — создан еврейский партизанский отряд (который в апреле 1943 года вошёл в состав Гвардии Людовой).
10 мая 1942 года в Пиотрковских лесах был сформирован первый партизанский отряд Гвардии Людовой — отряд имени Стефана Чернецкого (первоначально — 14 бойцов, командир — Францишек Зубжицкий, «Малый Франек»). Второй отряд, который возглавил Аугуст Ланге, был направлен из Варшавы в Илжанский повят Келецкого воеводства.
В июне 1942 года действовало уже 12 партизанских отрядов, в конце 1942 года — 30 отрядов, в 1943 году — 80 отрядов.
Летом 1942 года ЦК ППР вступил в переговоры с руководством польских социалистов, в ходе которых были достигнуты положительные результаты общего характера (было укреплено сотрудничество на уровне местных организаций в Силезии, установлены связи с левыми крестьянскими группами). В 1943 году, после победы советских войск под Сталинградом, в состав Гвардии Людовой вошли активисты ещё двух польских антинацистских организаций: «Ютро» и Военной организации им. генерала Сикорского. В это же время негласное соглашение о совместных действиях было заключено с демократической организацией синдикалистов, группировавшихся вокруг издания «Справа» (руководство которой не стало предавать гласности факт заключения этого договора, опасаясь давления со стороны антикоммунистических сил). Кроме того, к 1943 году были налажены связи с активистами профсоюзного движения: в ноябре 1943 года в Варшаве по инициативе Варшавской секции ППР состоялась подпольная конференция представителей польских профсоюзов, а впоследствии, в начале 1944 года — образован Варшавский совет профсоюзов, в состав которого вошли активисты ППР.
В общей сложности, в 1942—1943 годы был создан 101 боевой отряд Гвардии Людовой, из них 17 были уничтожены в боях с гитлеровцами, жандармерией и полицией, 3 были уничтожены боевиками NSZ, 23 — преобразованы (объединены) в более крупные соединения, 6 — направлены за Буг (с задачей действовать на советской территории) и 52 — вошли в состав Армии Людовой.
На первом этапе активизацию вооружённой борьбы ограничивал недостаток финансов, вооружения и боевого снаряжения; чтобы преодолеть хронический дефицит средств и ресурсов, в сентябре 1942 года был создан «Комитет национального пожертвования» и выпущены облигации для расчётов с населением (на сумму 1 млн злотых для территории «генерал-губернаторства» и на 250 тыс. марок для Силезии). Впоследствии, при развёртывании партизанского движения, достаточно остро встала проблема обеспечения личного состава партизанских отрядов продовольствием: оккупационные власти выкачивали из Польши огромное количество продовольствия, среднее крестьянское хозяйство было обязано сдавать 35-40 пудов хлеба в год, мясо и жиры отбирали практически полностью (весь скот и птица в хозяйствах были поставлены на учёт, получили бирки с номерами, и продать или как-то иначе распоряжаться ими без разрешения оккупационных властей крестьяне не имели права). Как следствие, многие крестьянские хозяйства просто не имели сколько-нибудь значительных продовольственных резервов.
Объём военной помощи от советского командования до 1944 года был незначительным:
- в 1941 году в Польшу была переброшена всего одна группа — 11 прошедших военную подготовку польских коммунистов с личным оружием были сброшены с парашютами в ночь с 27 на 28 декабря 1941 года[24];
- 20 мая 1942 года была сброшена ещё одна группа — 8 польских коммунистов с личным оружием и радиостанцией[25][26];
- первая партия оружия для Гвардии Людовой была сброшена с самолёта в ночь с 8 на 9 июня 1943 года в районе деревни Ямы Любартовского повята, а всего в 1943 году самолётами удалось переправить 117 автоматов ППШ, 125 пистолетов ТТ, боеприпасы к ним, 200 кг взрывчатки и несколько радиопередатчиков[3];
- в августе 1943 года на польскую территорию была направлена третья группа (16 польских коммунистов под командованием т. Касмана и 90 партизан-поляков из советских и польских партизанских отрядов, действовавших на территории Белоруссии) с оружием и радиостанцией. После переправы через Буг, группа разделилась: 7 коммунистов и 42 партизана начали партизанскую деятельность в районе Люблина, а остальные — в Парчевских лесах[27]. В декабре 1943 года двое связных из состава группы (К. Вырвас и С. Курлянд) были направлены в Варшаву[28].

Также, по распоряжению советского командования, помощь отрядам Гвардии Людовой оказывали советские партизаны.
- так, в сентябре 1943 года советские партизаны из соединения А. Ф. Фёдорова передали партию оружия и боеприпасов отрядам GL Люблинского воеводства[30].
- в декабре 1943 года партизанский отряд под командованием В. П. Чепиги передал действовавшему в Люблинском воеводстве отряду GL советское 14,5-мм противотанковое ружьё (которое стало первым ПТР, поступившим на вооружение GL)[31]

Ещё одним источником помощи стали бывшие советские военнопленные: всего, в польском движении Сопротивления участвовали 7-8 тысяч советских военнопленных (в том числе 6 тысяч в формированиях Гвардии Людовой и Армии Людовой, 1 тысяча — в Батальонах Хлопских и около 1 тысячи — в АК). В общей сложности, в период с осени 1941 года до весны 1942 года на территории Польши возникли и были созданы 32 партизанских отрядов и групп из бывших советских военнопленных, к весне 1943 года большинство советских граждан перешло из формирований АК в отряды Гвардии Людовой. Отмечается, что в отрядах Гвардии Людовой советские бойцы занимались военным обучением польских партизан, они нередко становились «военными специалистами», а в некоторых случаях — даже командирами боевых подразделений.
- так, бежавший из плена советский офицер Н. И. Слугачев («Тадек Русский») стал одним из заместителей командира партизанского отряда им. Бартоша Гловацкого, действовавшего в Краковском воеводстве, вместе с ним в отряде было ещё три советских патриота — «Николай», «Макош» и «Владек Русский»[34].
- советский офицер В. И. Дегтярёв, в январе 1942 года бежавший из концлагеря в Белостокском воеводстве, создал боевую группу, в которую первоначально вошли красноармеец Николай Турков и поляки — Ян Наровский и Адель Наровская. В дальнейшем, группа выросла в партизанский отряд из 150 человек[35]
- в Мазовецком воеводстве первая партизанская группа первоначально состояла из 15 человек (8 активистов Гвардии Людовой и 7 бежавших советских военнопленных, имевших на вооружении 3 винтовки и 2 гранаты), после разгрома нескольких полицейских постов на основе группы был создан партизанский отряд, имевший на вооружении ручной пулемёт, несколько автоматов и другое оружие[36].
- в Люблинском воеводстве, в составе 2-го округа Гвардии Людовой из бывших советских военнопленных был создан русский партизанский отряд «Фёдора»; командиром отряда стал ст. лейтенант РККА Ф. Н. Ковалёв («Теодор Альбрехт»), комиссаром — Яков Письменный. Впоследствии, Ф. Н. Ковалёв стал заместителем командующего 2-го округа Гвардии Людовой[37].
- в Радомском воеводстве, в апреле 1943 года командиром отряда Гвардии Людовой имени Мариана Лянгевича стал ст. лейтенант РККА, лётчик В. П. Войченко («Сашка»)[38]; позднее он стал командиром отряда «Сокол» из бывших советских военнопленных, затем — начальником оперативного отдела Радомского округа Армии Людовой (погиб в декабре 1944 года)[39].
- лётчик-истребитель А. Кузнецов, бежавший из Лодзинского лагеря военнопленных, стал командиром партизанского отряда, действовавшего в районе Прушкува[40].

В целом, подразделения Гвардии Людовой провели больше 1400 операций (в том числе, 237 боёв), ими были уничтожены 71 немецкий офицер, 1355 жандармов и полицейских, 328 немецких агентов; в результате диверсий на железных дорогах они пустили под откос 116 товарных и 11 пассажирских эшелонов, разрушили 9 протяженных участков железных дорог и приостановили движение на 3137 часов; уничтожили и вывели из строя 132 автомашины и 23 локомобиля; разрушили и сожгли 13 мостов, 36 железнодорожных станций, 19 почтовых отделений, 292 волостных управления, 11 фабрик и промышленных предприятий, 4 топливных склада с горючим и нефтепродуктами, 10 лесопилок, 9 пунктов клеймения скота, 145 молокоприемных пунктов, а также ряд иных объектов.
Максимальный размах боевой деятельности Гвардии Людовой был достигнут в Люблинском и Келецком воеводствах, в меньшей степени — в Варшавском, Краковском, Львовском воеводствах, а в Силезии и Лодзи действовать приходилось в основном в форме саботажа.

#### Боевые операции
Наиболее крупными боями с оккупантами являются:
- 10 июня 1942 — бой отряда Ф. Зубжицкого с немецкими жандармами между деревнями Полихно и Коло в Пиотрковских лесах;
- 25 сентября 1942 — отряд Гвардии Людовой, которым командовал Юзеф Рогульский («Вильк») занял и в течение нескольких часов удерживал местечко Джевица, партизаны разгромили жандармский пост и волостную управу и освободили крестьян, арестованных за отказ выполнять продовольственные поставки[45];
- 6-8 декабря 1942 — первое сражение в Парчевских лесах, совместная операция польского отряда Ю. Бальцежака и советского отряда «Фёдора» (Теодора Альбрехта), 80 партизан отбили атаки карательного отряда и с боем прорвались из окружения[34];
- 17 декабря 1942 — отряд им. Бема занял и некоторое время удерживал местечко Остров Любельский;
- 30 декабря 1942 — бой под Войдой, проведенный отрядом гвардейцев совместно с отрядом «Батальонов хлопских»;
- 2 февраля 1943 — бой под Заборечнем, проведенный отрядом гвардейцев совместно с отрядом «Батальонов хлопских»;
- 22-24 апреля 1943 — второе сражение в Парчевских лесах. Немецкое командование предприняло попытку окружить и уничтожить советские и польские партизанские отряды в этом районе, в облаве участвовало до 7 тыс. солдат, жандармов и полицейских при поддержке 20 самолётов. Партизаны понесли потери, но сумели выйти из окружения[46];
- в деревне Чекай партизаны разгромили и сожгли полицейский участок, захватили 15 винтовок, 3 пистолета и несколько комплектов полицейской униформы[47].
- 12 мая 1943 — отряд им. Бартоша Гловацкого разгромил отряд жандармов и временно занял местечко Жарновец. Партизаны захватили полицейский участок (здесь были захвачены 11 винтовок и 3 револьвера), разгромили волостную управу и под контролем жандармов осталось только здание почтамта. Однако поскольку партизаны совершили ошибку (не перерезали телефонные провода), блокированные в здании жандармы вызвали подкрепление из районного центра. При подходе подкрепления партизаны обстреляли первую автомашину с жандармами и отступили[48].
- 1 июня 1943 — отряд им. Т. Костюшко совместно с отрядом «Батальонов хлопских» и советским партизанским отрядом им. Котовского под командованием капитана Михаила Атаманова («Мишки Татара») занял город Билгорай[49];
- 1 июня 1943 — отряды GL заняли город Юзефов в Люблинском воеводстве[50];
- 18 июня 1943 — обстрел немецких военных эшелонов на перегоне Красноброд — Звежинец, уничтожено несколько гитлеровцев;
- июнь 1943 — захват и удержание в течение четырёх часов местечка Буск;
- июнь 1943 — захват местечка Радомско;
- 7 июля 1943 — бой в Свентокшижских лесах у подножия Оленьей горы, в котором отряд имени Мариана Лангевича нанес поражение немецкому отряду;
- 7 августа 1943 — сражение в Скерневицких лесах;
- 19 октября 1943 — 12-часовой бой в лесу у деревни Добец в Илжском повяте, в котором отряды GL имени Совинского и имени Чеховского нанесли поражение немецкому отряду;
- 23-24 октября 1943 — бой при Дяблей Гуже в Пиотрковских лесах, в котором отряд имени Бема разгромил немецкий отряд, гитлеровцы потеряли 30 солдат убитыми и 10 ранеными; в дальнейшем, отряд им. Бема был окружён на Дьяволовой горе, но отбил три атаки гитлеровцев и выдержал бомбардировку. 29 октября 1943 года, разделившись на группы, отряд вышел из окружения[51];

#### Диверсии и другие вооружённые акции

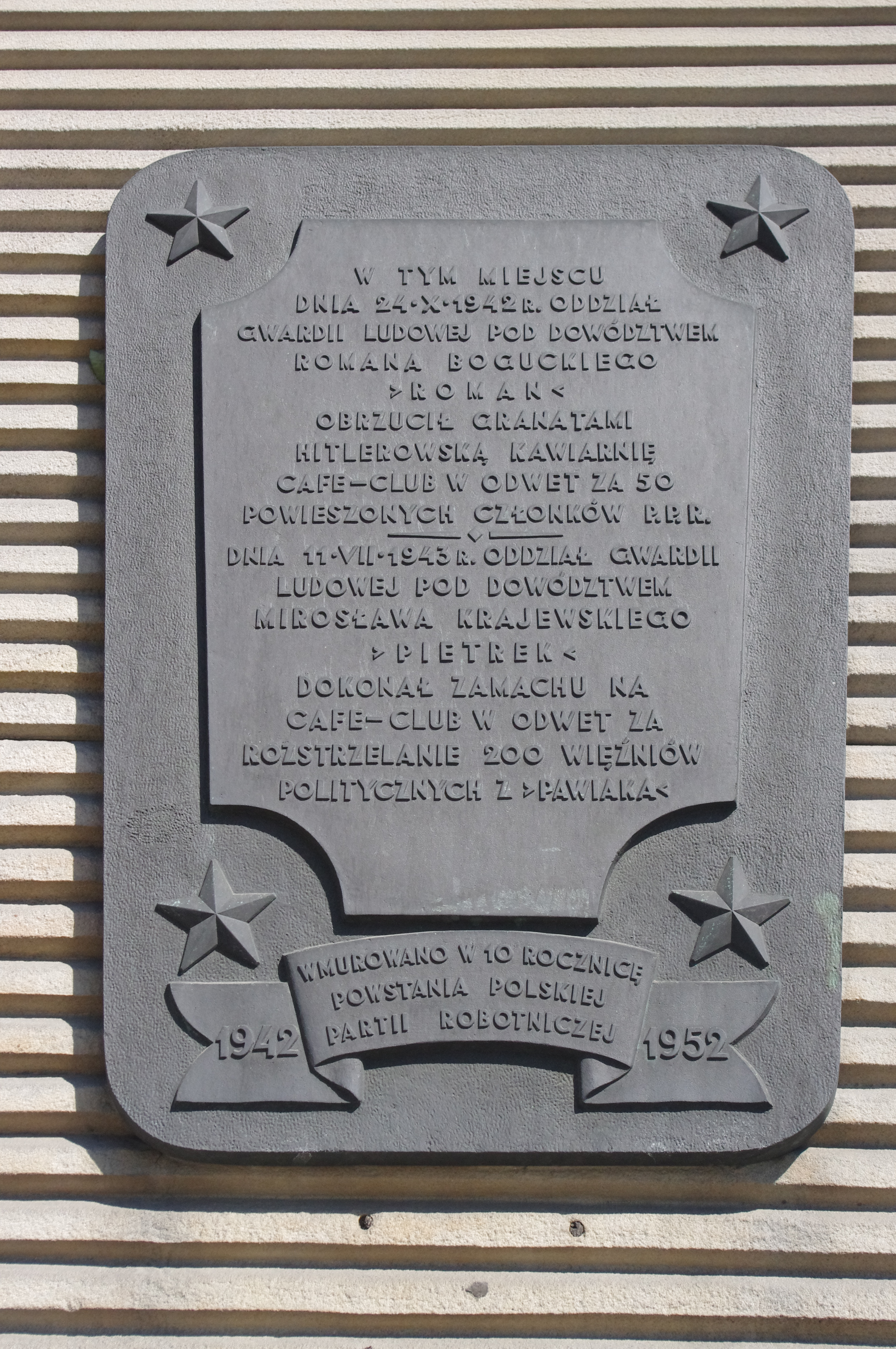
Варшава. Памятная доска о нападении на «Кафе-клуб» на здании по ул. Новый Свят, 15

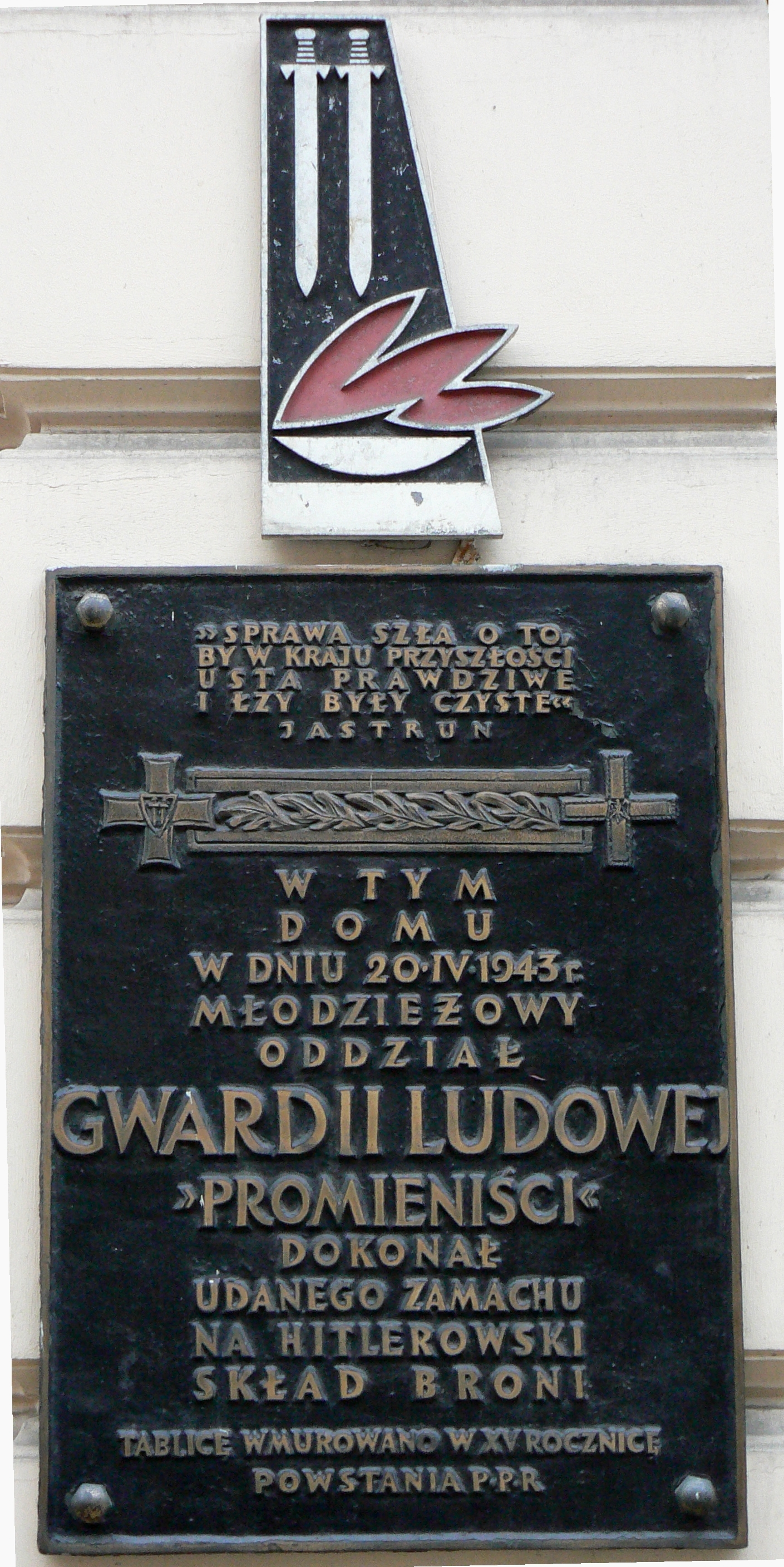
Лодзь. Памятная доска о нападении 20 апреля 1943 г. отряда отряда Гвардии Людовой «Promieniści» на оружейный магазин по ул. Пиотрковской, 83

- 1942[уточнить] — налёт на железнодорожную станцию Хоршница (Люблинское воеводство), пятеро партизан застрелили 3 немецких военнослужащих, разгромили узел связи (перерезали линии связи и разбили аппараты) и экспроприировали денежные средства из кассы[52];
- 22 июня 1942 — в Варшаве, в районе Саска-Кемпа были убиты три агента гестапо[53]
- 27 июня 1942 — налёт на каменоломни «Кристино» в Тенчинке, 30 партизан из отряда GL имени Людвика Варыньского атаковали охрану шахты, заперли шахтёров в здании склада и захватили почти полтонны динамита[54] (20 ящиков по 25 кг), одним из которых взорвали ствол шахты, а остальные сумели вынести в расположение отряда[55].
- 9 октября 1942 — отряд им. Т. Костюшко захватил здание тюрьмы в местечке Красник, откуда были освобождены 45 арестованных[56], одновременно было атаковано местечко Тшидник;
- 24 октября 1942 — операция специальной группы Главного штаба GL, были произведены взрывы в столичном кафе-клубе «Café Club» для немецких офицеров[57], в ресторане «Митропа» на Главном вокзале и в типографии газеты «Новый Варшавский курьер», издававшейся оккупационными властями[58];
- 22 ноября 1942 — в городе Радом в кинотеатр «Apollo» брошены гранаты, убито 7 и ранено ещё несколько гитлеровцев[59]
- 30 ноября 1942 — совместная операция специальной группы Главного штаба GL и трех боевых групп варшавской организации, налёт на столичное отделение Сберегательного банка (Komunalną Kasę Oszczędności) на пересечении улиц Чацкого и Траугутта, в котором участвовали 19 бойцов. Общее руководство операцией осуществлял Ф. Юзвяк. Похищены денежные средства (1 052 433 злотых), собранные оккупационными властями с жителей Варшавы в качестве контрибуции;
- 15 декабря 1942 — на несколько дней выведена из строя единственная в Польше шахта по добыче пирита, командование операцией осуществлял Игнаций Робб («Narbutt»).
- 22 декабря 1942 — «рождественская акция» в Кракове. План операции предусматривал одновременную атаку трех объектов, в которых проходили праздничные мероприятия для немцев (кафе «Циганерия», ресторана «Бизанк» и кинотеатра «Скала»). На практике, выполнить задание удалось двум группам — гранаты были брошены в кафе «Циганерия» (здесь действовала еврейская боевая группа «Искра», которой командовал Идек Либера) и в ресторан «Бизанк». В это же время в центре города подпольщики положили букеты красных роз на постаменты разрушенных немцами памятников Адаму Мицкевичу на Главном рынке, Владиславу Ягелло на площади им. Матейки и Тадеушу Костюшко на Вавеле (на лентах, перевязывающих букеты было написано «То, чему ты присягал, выполним мы»), а на улице Батория повесили национальный бело-красный флаг[60].
- 10 января 1943 (Варшава) — подожжены вагоны на Главном вокзале;
- 15 января 1943 (Варшава) — налёт на страховые кассы Bank «Społem», похищены денежные средства;
- 17 января 1943 (Варшава) — налёты на кинотеатры «Аполло», «Гельголанд», «Каммершпиле» и второй налёт на Главный вокзал;
- февраль 1943 (Варшава) — взорван тоннель; брошена граната в кафе на Бродне;
- 28 февраля 1943 (Варшава) — налёт на здание печатного двора (Państwową Wytwórnię Papierów Wartościowych), в котором участвовали бойцы специальной группы главного командования GL (Ян Стшешевский, Францишек Бартошек и Эдвард Бониславский) — убиты 2 охранника и захвачено их оружие.
- 5 марта 1943 (Варшава) — в собственной квартире повешен комендант «синей полиции» в Варшаве Рощиньский (эта акция оказала деморализующее влияние на других служащих «синей полиции»)[61]
- 18 марта 1943 (Варшава) — в перестрелке с агентами гестапо и полицейскими убит агент гестапо, погибли Ганка Савицкая и Тадеуш Олшевский («Завиша»)[62].
- 20 апреля 1943 (Лодзь) — в центре города, в день рождения Адольфа Гитлера отряд Гвардии Людовой «Promieniści» совершил нападение на оружейный магазин по ул. Пиотрковской, 83[63]
- 23 апреля 1943 (Варшава) — на улице Фрета забросали ручными гранатами автомашину с жандармами;
- 11 июля 1943 (Варшава) — три боевые группы забросали гранатами столичное кафе-клуб «Café Club» для немецких офицеров и обстреляли трамвай с немецкими военнослужащими на площади у Железных ворот;
- 15 июля 1943 — в центре Варшавы, на Уяздовских аллеях забросали ручными гранатами колонну СА, убито и ранено 30 гитлеровцев;
- 23 октября 1943 (Варшава) — атака на ресторан «Бар Подляский» («Bar Podlaski»), предназначенный «только для членов СС и сотрудников полиции»;
- диверсии на железных дорогах (так, в ночь на 8 октября 1942 были произведены взрывы железнодорожного полотна на главных магистралях Варшавского ж.-д. узла)[64]
- систематическое разрушение линий связи и ЛЭП (в частности, регулярные диверсии на линиях подачи электроэнергии в шахты и на металлургические предприятия в Силезии).

#### Помощь населению и иные формы деятельности
- бойцы Гвардии Людовой освободили значительное количество арестованных и военнопленных из полицейских участков, тюрем и лагерей: свыше 600 человек в течение 1942 года[65], и около 1500 человек в 1943 году[66];
- при нападении на полицейские участки, волостные управления и представителей оккупационной администрации уничтожались «чёрные списки» неблагонадёжных лиц; списки лиц, подлежавших направлению на принудительные работы в Германию, документы о невыполнении крестьянами продовольственных поставок, списки задолжников по налогам и др.
- среди населения распределяли продовольствие и товары с захваченных продовольственных складов и магазинов (в общей сложности, крестьянам было возвращено почти 100 вагонов зерна, картофеля и др. сельскохозяйственной продукции)[44]…

#### Помощь партизанам Чехословакии
В течение 1943 года на территорию Польши в районах деятельности партизан Гвардии Людовой были сброшены с парашютами несколько прошедших подготовку в СССР чехословацких партизан:
- в марте 1943 года в районе города Вышкув был сброшен связной Рудольф Ветшина;
- 22 июня 1943 года — связной Карол Шмидке;
- 10 сентября 1943 года в районе города Островец — организаторы партизанских групп Рудольф Пешл и Рудольф Прохазка.

Парашютисты были встречены партизанами Гвардии Людовой, которые обеспечили их продуктами питания, предоставили сопровождение, проводников и вывели к территории Чехословакии.

#### Взаимоотношения и столкновения с иными польскими силами
С момента активизации действий, Гвардия Людова столкнулась с враждебным отношением со стороны ультраправой и правой организации NSZ (Narodowe Siły Zbrojne), сопровождавшимся вооружённым противостоянием:
- в 1943 году в лагере отряда им. Бартоша Гловацкого в Хороберских лесах вступивший в отряд агент NSZ Мундек Добай бросил гранату в землянку, где проходило совещание командиров отряда. В результате взрыва погибли 2 и были ранены 3 партизана, террорист скрылся[68].
- 22.01.1943 — в местечке Джевица при нападении отряда GL «Львы» на фабрику «Gerlach» были убиты пять активистов NSZ, а также владелец предприятия А. Кобыляньский и фармацевт (возможно, связанные с NSZ или NOW-AK). По некоторым сведениям, нападение было совершено в ответ на убийство нескольких бойцов GL, ранее совершенное NSZ[69];
- 22.07.1943 — в Присуских лесах у деревни Стефанув (Опочинский уезд) отряд NSZ «Сосна» атаковал отряд GL имени Людвика Варыньского, были убиты 7 бойцов GL[70]. Командиром отряда NSZ являлся Губерт Юра (псевдоним «Том»), поддерживавший связь с радомским гестапо[71].
- 31.07.1943 газета «Велька Польска» (печатный орган партии «Стронництво народове», вооружёнными формированиями которой являлись отряды NSZ) призвала активистов NSZ начать уничтожение «коммунистических партизанских отрядов и банд»[72]
- 09.08.1943 — у деревни Боров (под Красником) отряд NSZ уничтожил отряд GL имени Яна Килиньского, были убиты 26 бойцов Гвардии Людовой;
- 26.08.1943 — у лесничества Фаниславице (Смоховские леса), отряды NSZ под командованием «Жбика» и «Вилька» силой разоружили отряд GL из 35 человек, при этом один из бойцов Гвардии Людовой был убит и ещё один — тяжело ранен…
- 27.10.1943 газета «Велька Польска» (печатный орган партии «Стронництво народове», вооружёнными формированиями которой являлись отряды NSZ) призвала своих сторонников «немедленно приступить к беспощадной борьбе, преследующей цель уничтожить коммунистические организации в Польше»[73]

Отношения с Армией Крайовой были не вполне однозначными: с одной стороны, руководство АК резко реагировало на случаи перехода своих бойцов в ряды Гвардии Людовой (особенно — с оружием), это рассматривалось как «дезертирство». Кроме того, уже в 1942 году была замечена слежка контрразведки АК за активистами Гвардии Людовой.
С другой стороны, известны случаи взаимодействия бойцов и подразделений AK и GL в борьбе с немецкими оккупантами.
А 18, 22 и 25 февраля 1943 года делегация ППР и Гвардии Людовой провела переговоры с представителями Делегатуры о урегулировании отношений, активизации и координации боевых действий, создании единого антифашистского фронта.
Тем не менее, к концу 1943 года отношения между АК и Гвардии Людовой начинают ухудшаться.
- 07.10.1943 — во Влощовском уезде Келецкого воеводства отряд АК «Орёл» убил шесть активистов ППР, семь бойцов Гвардии Людовой, одного активиста «Батальонов хлопских» и трех солдат АК, «сотрудничавших с коммунистами»[70]
- 17.10.1943 — в деревне Каргове отряд АК «Орёл» окружил и атаковал отряд Гвардии Людовой имени Бартоша Гловацкого. Партизаны Гвардии Людовой с боем прорвались из окружения, но потери составили 11 бойцов убитыми, позднее скончались ещё трое раненых, в результате общие потери составили 14 бойцов убитыми и умершими от ран[70].
- 07.12.1943 в Опатовском уезде боевой группой АК были убиты шесть бойцов из отряда Гвардии Людовой имени Завиши Чёрного[70]
- в течение декабря 1943 года в северной части Люблинского воеводства боевой группой АК были убиты командир отряда АК Ян Дадун («Януш») — сторонник союза с ППР и 8 бывших солдат АК, перешедших в отряды Гвардии Людовой[70]

1 января 1944 года Крайова Рада Народова приняла решение о расформировании Гвардии Людовой, которая вошла в состав Армии Людовой.